# Central Guánica
Central Guánica va ser un molí de sucre localitzat en el poble d'Ensenada, en el municipi de Guánica, Puerto Rico. Fou un dels molins de sucre més grans del Carib i fins a la Primera Guerra Mundial era un dels molins més grans en el món.
Va deixar de funcionar el 1982.
Els seu propietari, «The South Porto Rico Sugar Company of New Jersey», dels EUA, va començar la construcció de la Central Guánica el 1901. Fou una de les primeres empreses que van organitzar una ciutat d'empresa a Puerto Rico al voltant del molí de sucre. La ciutat va incloure un hospital, escola i altes serveis.
El 2002, el govern de Puerto Rico va declarar les dues xemeneies del molí de sucre com a monuments històrics.

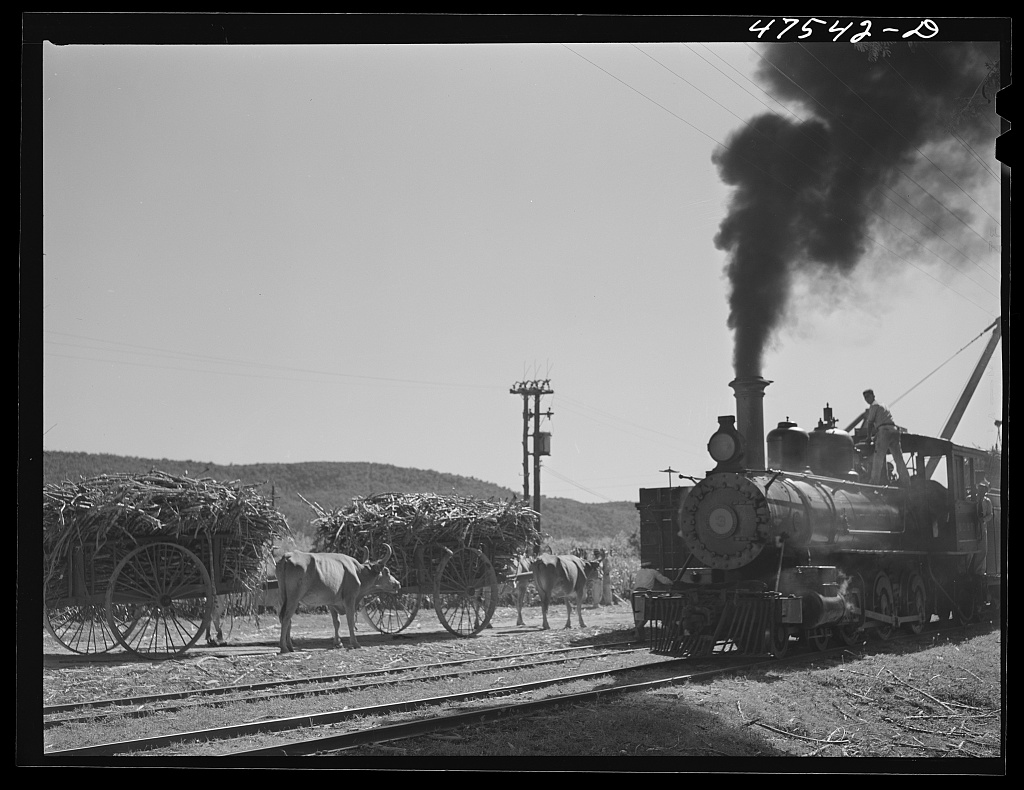
Tren de càrrega
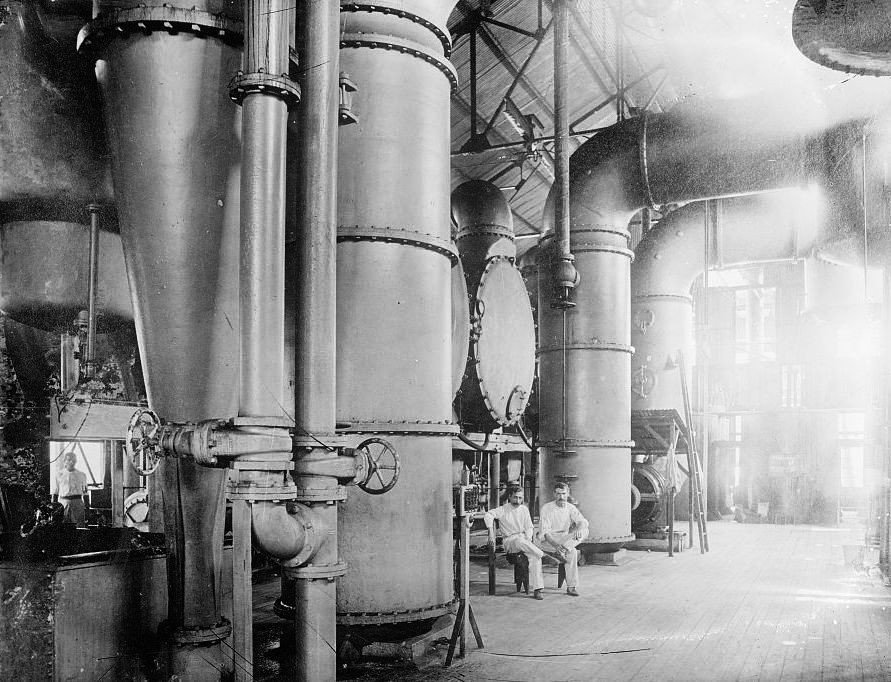
Dins el molí (entre 1910 i 1935)